# Manuel Sola Rodríguez-Bolívar
Manuel Sola Rodríguez-Bolívar (Granada, 23 de enero de 1912 - Granada, 22 de enero de 1982) fue un abogado, profesor universitario y político español, alcalde de Granada desde el 4 de diciembre de 1953 hasta el 20 de agosto de 1968, durante la dictadura franquista. Fue procurador en Cortes por Administración Local desde 1952 hasta 1967 y por el tercio familiar en 1971.

## Biografía
Nacido en Granada en febrero de 1912 en una familia de abogados, era hijo y nieto de alcaldes de la ciudad (su padre fue Manuel Sola Segura y su abuelo Eduardo Rodríguez Bolívar), fue uno de los alcaldes de más renombre de la capital granadina. Vivió en la Cuesta de Gomerez núm. 13 (Palacio de los Gomérez) que tiene adosada en su lado derecho la capilla de San Onofre. Tras obtener el premio extraordinario en Derecho en la Universidad de Granada, se doctoró por la Universidad Central de Madrid (hoy Universidad Complutense de Madrid), volviendo para impartir clase en la ciudad granadina. En la docencia permaneció hasta ser nombrado primer edil. Tras la guerra civil, durante la que fue alférez de complemento, y debido a su papel destacado le valió ocupar varios cargos en la política local, así como la presidencia de la Diputación Provincial de Granada entre 1940 y 1941 a la edad de 28 años; Y el 2 de julio de 1968 fue nombrado director general de Administración Local.
Durante los casi 15 años que ejerció como alcalde de Granada, apoyado en Madrid por Camilo Alonso Vega y Carmen Polo de Franco. A él se debe en gran medida la promoción del deporte de esquí en Sierra Nevada.
El 22 de enero de 1982 un infarto cerebral le causó la muerte en su ciudad natal.